# Johann Georg Christian Lehmann
Johann Georg Christian Lehmann (25. únor 1792 v Haselau – 12. únor 1860 v Hamburku) byl německý botanik. Jeho standardní zkratkou za vědeckými jmény je Lehm.
Lehman vystudoval medicínu v Kodani a Göttingenu a filosofii v Jeně. Později vyučoval fyziku a přírodní vědy v Hamburku a založil zde také botanickou zahradu. V roce 1860 zde zemřel.

## Dílo
- Generis Nicotiniarum Historia ... Hamburg 1818
- Plantae e Familiae Asperifoliarum Nuciferae 1818
- Monographia Generis Primularum ... Lipsiae 1819
- Monographia Generis Potentillarum 1820 Supplement 1836
- Semina in Horto Botanico Hamburgensi 1822-1840
- Icones et Descriptiones Novarum et Minus Cognitarum Stirpium in 5 parts of 10 plates each 1: 1821 2: 1822 3: 1823 4: 1823 5: 1824
- Novarum et Minus Cognitarum Stirpium Pugillus I-X Addita Enumeratione Plantarum Omnium in his Pugillus Descriptarum. Hamburgi 1828-1857
- Delectus Seminum quae in Horto Hamburgensium Botanico e Collectioni Anni 1830-1840; 1849-1852
- Plantae Preissianae ... Hamburg 1844-1847
- Index Seminum in Horto Botanico Hamburgensi A. 1851 Collectorum. Hamburg 1851-1855
- Revisionem Potentillarum 1856